# Første intifada
Den første intifada, den første palæstinensiske intifada eller også blot kendt som intifadaen var en vedvarende serie af protester og voldelige optøjer udført af palæstinensere i de palæstinensiske områder og Israel. Årsagen til intifadaen tilskrives en kollektiv palæstinensisk frustration over Israels militære besættelse af Vestbredden og Gazastriben, der på dette tidspunkt nærmede sig en 20-årig periode (Israel etablerede kontrol over områderne i forbindelse med Seksdagskrigen 1967). Opstanden varede fra december 1987 til Madrid-konferencen i 1991, selvom nogle daterer dens afslutning til 1993 med underskrivelsen af Oslo-aftalerne
Intifadaen begyndte den 9. december 1987 i flygtningelejren Jabalia, efter at en lastbil fra det israelske forsvarsstyrker (IDF) havde kollideret med en civil bil og dræbt fire palæstinensiske arbejdere, hvoraf tre var fra Jabalia-flygtningelejren. Palæstinensere anklagede efterfølgende israelerne for bevist at have kollideret den civile bil – en gengældelsesaktion for ét drab på en jøde i Gaza dage forinden. Israel afviste, at kollisionen – som kom på et tidspunkt med øgede spændinger – var en bevidst eller koordineret handling. De efterfølgende palæstinensiske reaktioner var præget af protester, civil ulydighed og vold. Eksempelvis anvendte palæstinenserne graffiti, barrikader, boykottede israelske produkter, boykottede israelske administrationsinstitutioner på Vestbredden og Gazastriben, nægtede at arbejde i israelske bosættelse på israelske produkter, nægtede at betale skat og arrangerede generalstrejker. Endvidere kastede palæstinenserne i udstrakt omfang med sten og molotovcocktails mod IDF-soldater og IDF-faciliteter.
Israel indsatte omkring 80.000 soldater som modsvar på palæstinensernes opstand. Israels blev i forbindelse med intifadaen kritiseret for at anvende uforholdsmæssige dødelige magtmidler til at slå ned på de palæstinensiske optøjer, herunder IDF-soldater udstyret med både skarpladte våben. Modsat hævdede Israel, at det var nødvendigt med en hård reaktion på palæstinenseres voldlige optøjer. I løbet af de første 13 måneder blev 332 palæstinensere og 12 israelere dræbt. Dette omfatter 311 palæstinensere, der blev dræbt af israelske sikkerhedsstyrker i løbet af det første år, hvoraf 53 var under 17 år. Billeder af soldater, der slog teenagere med køller, førte efterfølgende til, at Israel besluttede at anvende halvdødelige plastikkugler i stedet. Det anslås, at IDF samlet dræbte 1.162-1.204 palæstinensere i løbet af intifadaens seksårig varighed.
Blandt israelere blev 100 civile og 60 IDF-personel dræbt – ofte af militante personer, som var uden for FNLO's kontrol. Mere end 1.400 israelske civile og 1.700 soldater blev såret. Intern vold mellem palæstinensisk grupper og fraktioner var også et fremtrædende træk for intifadaen, hvor det anslås, at 822 palæstinensere blev henrettet under påskud af at være israelske kollaboratører. På dette tidspunkt indhentede Israel efter sigende oplysninger fra omkring 18.000 palæstinensere, der var blevet kompromitteret. Færre end halvdelen af disse havde bevisligt haft kontakt med de israelske myndigheder. Den efterfølgende anden intifada fandt sted fra september 2000 til 2005.

## Eksterne links
- Jewish Virtual Library
- Intifadaen i Palæstina: Introduktion (www.intifada.com)
- FN's Sikkerhedsråds resolution 605
- Palæstinensiske arabiske "samarbejdspartnere" (Guardian, Storbritannien)
- The Future of a Rebellion – Palæstina En analyse af 1980'ernes intifada-oprør af palæstinensiske unge. på libcom.org
- USA's involvering i Palæstinas oprør fra dekan Peter Krogh Foreign Affairs Digital Archives
- Israels post-sovjetiske udvidelse fra dekan Peter Kroghs digitale arkiv for udenrigsanliggender